# Nestor Garza
Pour les articles homonymes, voir Garza.
Nestor Garza est un boxeur mexicain né le 24 novembre 1976 à Reynosa.

## Carrière
Passé professionnel en 1994, il devient champion du Mexique des poids super-coqs en 1996, champion d'Amérique du Nord NABO l’année suivante puis champion du monde WBA de la catégorie le 12 décembre 1998 en battant aux points Enrique Sanchez. Garza conserve sa ceinture face à Carlos Barreto et Kozo Ishii avant d'être détrôné par Clarence Adams le 4 mars 2000.